# Xenòfanes (cràter)

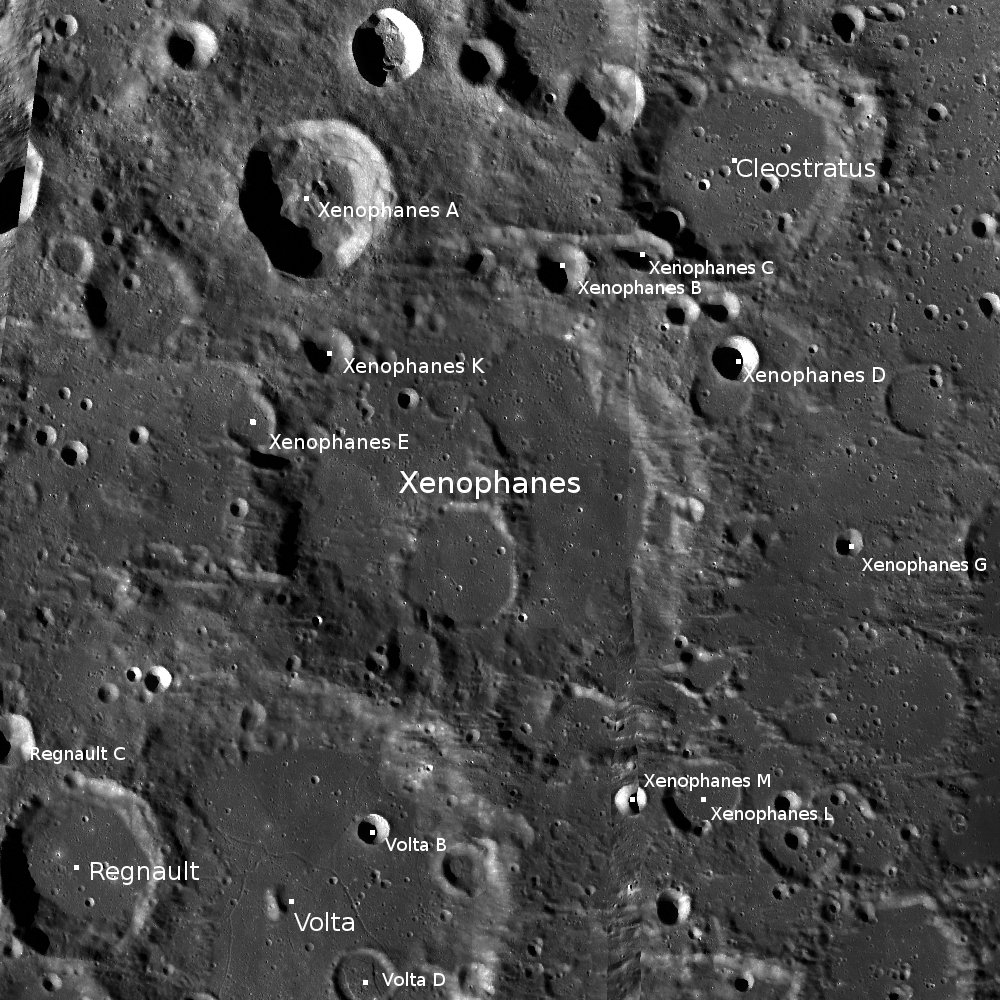
Localització de Xenòfanes. Fotografia de la missió LRO

Xenòfanes, també conegut com a Xenophanes, és un cràter d'impacte que es troba en la vora nord-occidental de la cara visible de la Lluna. Està gairebé unit al cràter Volta, una formació similar al sud-sud-est. Al nord-est es troba el cràter més petit Cleostrat. Aquest cràter s'observa notablement escurçat a causa de la perspectiva, la qual cosa dificulta la seva observació.
Està notablement erosionat, amb una paret exterior superposada amb diversos cràters menors. Una cadena de cràters es troba al costat del bord nord i nord-est. En l'extrem oest un parell de pujols s'eleven gairebé fins al nivell de l'exterior del cràter. Al nord-est es troba Xenòfanes A, un cràter satèl·lit de vora afilada, i interior rugós.
La superfície interior és irregular, però existeixen seccions que van ser inundades amb lava. Un parell de cràters inundats es troben al costat de les seccionis sud i nord-oriental de l'interior. L'interior és menys irregular a la seva zona més oriental.

## Cràters satèl·lit
Els cràters satèl·lit són petits cràters situats propers al cràter principal, rebent el mateix nom que aquest cràter acompanyat d'una lletra majúscula complementària (fins i tot si la formació d'aquests cràters és independent de la formació del cràter principal). Per convenció, aquestes característiques són identificades en mapes lunars posant la lletra en el costat del punt mitjà del cràter que es trobi més proper al cràter principal.
|           | \| Xenòfanes \| Coordenades \| Diàmetre \| \| --------- \| ------------------------------------ \| -------- \| \| A \| 60° 06′ N, 84° 48′ O / 60.1°N,84.8°O \| 42 km \| \| B \| 59° 24′ N, 80° 30′ O / 59.4°N,80.5°O \| 15 km \| \| C \| 59° 36′ N, 78° 42′ O / 59.6°N,78.7°O \| 8 km \| \| D \| 58° 36′ N, 77° 24′ O / 58.6°N,77.4°O \| 12 km \| \| E \| 58° 06′ N, 85° 48′ O / 58.1°N,85.8°O \| 12 km \| \| F \| 56° 42′ N, 73° 12′ O / 56.7°N,73.2°O \| 24 km \| \| G \| 56° 54′ N, 75° 42′ O / 56.9°N,75.7°O \| 7 km \| \| K \| 58° 42′ N, 84° 30′ O / 58.7°N,84.5°O \| 13 km \| \| L \| 54° 48′ N, 78° 36′ O / 54.8°N,78.6°O \| 21 km \| \| M \| 54° 48′ N, 79° 36′ O / 54.8°N,79.6°O \| 9 km \| |          |
| Xenòfanes | Coordenades | Diàmetre |
| A         | 60° 06′ N, 84° 48′ O / 60.1°N,84.8°O | 42 km    |
| B         | 59° 24′ N, 80° 30′ O / 59.4°N,80.5°O | 15 km    |
| C         | 59° 36′ N, 78° 42′ O / 59.6°N,78.7°O | 8 km     |
| D         | 58° 36′ N, 77° 24′ O / 58.6°N,77.4°O | 12 km    |
| E         | 58° 06′ N, 85° 48′ O / 58.1°N,85.8°O | 12 km    |
| F         | 56° 42′ N, 73° 12′ O / 56.7°N,73.2°O | 24 km    |
| G         | 56° 54′ N, 75° 42′ O / 56.9°N,75.7°O | 7 km     |
| K         | 58° 42′ N, 84° 30′ O / 58.7°N,84.5°O | 13 km    |
| L         | 54° 48′ N, 78° 36′ O / 54.8°N,78.6°O | 21 km    |
| M         | 54° 48′ N, 79° 36′ O / 54.8°N,79.6°O | 9 km     |